# Леки крайцери тип „Леандър“
Леандър (на английски: Leander) са тип леки крайцери на Британския Кралски флот, от времето на Втората световна война. Всичко от проекта са построени 8 единици, от които 5 за Великобритания и три за Австралия. По-късно два от тях са предадени на Нова Зеландия, от тях един след това влиза в състава на ВМС на Индия. Австралийските крайцери са модифицирани и определяни като отделен проект – „Подобрен (усъвършенстван) Леандър“ или „тип Пърт“. Разработени са на основата на тежкият крайцер „Ексетър“.
Първите британски крайцери от ново поколение. Всички кораби от този тип са наречени в чест на герои от древногръцката митология.

## История на създаването
През 1928 г. започват работите над проект за 6000-тонен крайцер, който трябва да замени отписваните кораби от типа „Таун“. Анализът на използването на крайцерите от типовете „Чатъм“,
„Аретуза“, „Каледон“ и „Даная“ показва, че за подсигуряване на 27-възлов ход при вълнение 4 – 5 бала е необходима водоизместимост не по-малка от 6000 тона.
На „конференцията за 6-дюймовите крайцери“ от 30 януари 1929 г. са разгледани пет ескизни проекта със 152-мм и 140-мм артилерия. Всички те имат водоизместимост от 6000 т, дължина по водолинията 157 м, ширина 15,85 м, мощност на силовата установка от 60 000 к.с., максимална скорост от 31,25 възела (30 възела при пълно натоварване) и далечина на плаване от 6000 морски мили на 16-възлов ход. Основните различия са във въоръжението и бронирането.
На конференцията стигат до извода, че бронирането трябвада осигурява защита от 152-мм снаряди на дистанции от 50 до 80 кбт. и от 120-мм – на дистанции над 35 кбт. В тези изисквания се вписват 76-мм брониран пояс и 51-мм бронирана палуба. Водоизместимостта за всички проекти е преизчислена според тези параметри.
Тъй като новият крайцер ще е предназначен за действия не само в състава на флота, но и по океанските комуникации, вече след залагането на главния кораб е прието решението за включването в състава на въоръженията на втори самолет и 53-футов катапулт (вместо 46-футов), позволяващ използването на най-тежкият бордови разузнавач от онова време – поплавъчният биплан „Фейри IMF“. Освен това, е решено да се постави втори зенитен далекомер HACS на кърмовата надстройка и да се защити мостикът с 12,7-мм броня. В резултат на всичко това проектната водоизместимост нараства до 7184 дълги тона.

## Конструкция
Крайцерите от типа „Леандър“ са проектирани на основата на крайцерите от типа „Йорк“, с аналогична схема на бронирането но по-малки по размер и с по-слаба силова установка. Корпусът е с надлъжна схема на набора и е разделен на 15 отсека.
Четирицевните 12,7 mm зенитни картечници „Викерс“ Mk. III са една от новостите, появили се пти тези крайцери. Предполага се, че 4-дюймовите зенитки ще отбиват атаките на торпедоносците и хоризонталните бомбардировачи, а картечниците ще се борят с пикировачите и щурмовиците.

### Брониране
Цялата броня е хомогенна, нецементирана. Схемата на бронирането на „лиандърите“, конструктивно, като целя повтаря „Ексетър“.
Бронираният пояс прикрива отсеците на енергетичната установка и е изпълнен от 76,2-мм плочи хомогенна нецементирана стомана „NC“ върху 25,4-мм подложка от средновъглеродна стомана Дюкол „D“. Той се спуска под водолинията, а по височина достига до главната палуба (в района на машинно-котелните отделения – до горната палуба). Напречните траверси са с единаква дебелина – 25,4 мм, броневата палуба е дебела 31,8-мм (25,4-мм „NC“ върху 6,4-мм подложка), продължаваща към краищата на кораба, в района на отсека на кърмовия редуктор тя има 37-мм скосове. Освен това, всички прегради между котелните и машинните отделения са направени от 6,3-мм бронева стомана. Рулевата машина е защитен от 37-мм палубна броня и 31-мм скосове, затваряни от 25-мм траверси. Кулите имат дебелина 25/25/25 мм – чело/борд/покрив. Барбетите и подаващите боеприпаси тръби имат тдебелина 25 мм. Погребите за кулите на главния калибър са защитени по бордовете от 89-мм броня, а отгоре с 51-мм палуба, отпред и отзад със 76-мм траверси.
Конструктивна противоторпедна защита няма.
Общото тегло на главния „Леандър“ съставлява 871 т (11,7% от водоизместимостта), при последващите кораби то нараства до 882 т.

### Енергетична установка
Главната енергетична установка се състои от четири турбозъбчати агрегата „Парсънс“ и четири триколекторни парни водотръбни котела „Адмиралтейски“ тип. Всички котли имат форсирано обдухване, подгряване на горивото и въздуха, а в носовото котелно отделение са оборудвади с паропрегреватели за използване при икономичен режим на хода. Котлите и турбините стоят по двойки в тре котелни и две машинни отделения. „Леандърите“ стават последните британски крайцери, имащи традиционната линейна компоновка на енергетичната установка. Работното налягане на парата в котлите е 21,28 кг/см² (21 атм.), а температурата ѝ е 315°С.
Електроенергията се изработва от два турбогенератора с мощност по 300 кВт, по един във всяко машинно отделение. Мрежата за постоянен ток се захранва от два дизел-генератора с мощност по 300 кВт.
Далечината на плаване съставлява 5730 мили на 13-възлов ход, 5100 мили на 20-възлов ход, на скорост от 30 възела крайцерите могат да изминат 1910 мили. Има данни за разхода на гориво за основните турбини на „Ахилес“, съгласно които на 12-възлов ход той изгаря 3,6 т мазут за час, на 20-възела – 7 т/ч, на 30-възела – 26 т/ч. Данните за разхода на гориво за крайцерските турбини са неизвестни. В някои справочници се привежда далечина на плаването на крайцерите от серията от 10 300 мили на 12-възлов ход.

## Представители на проекта

### Серия „Леандър“
- „Леандър“ (HMS Leander, HMNZS Leander) – заложен: 8 септември 1930 г., спуснат: 24 септември 1931 г., влиза в строй на 24 март 1933 г.
- „Ахилес“ (HMS Achilles, HMNZS Achilles, HMIS Delhi, INS Delhi) – заложен: 11 юли 1931 г., спуснат: 1 септември 1932 г., влиза в строй на 6 октомври 1933 г.
- „Нептун“ (HMS Neptune) – заложен: 24 септември 1931 г., спуснат: 31 януари 1933 г., влиза в строй на 12 февруари 1934 г.
- „Орион“ (HMS Orion) – заложен: 26 септември 1931 г., спуснат: 24 ноември 1932 г., влиза в строй на 18 януари 1934 г.
- „Аякс“ (HMS Ajax) – заложен: 7 февруари 1933 г., спуснат: 1 март 1934 г., влиза в строй на 12 април 1935 г.

### Серия „Подобрен Леандър“
Три крайцера от типа „Леандър“ са предадени на Австралия, където те са преименувани в чест на австралийски градове. Основната им разлика спрямо прототипа е прехода към ешелонно разположение на силовите установки. Поради увеличената дължина на бронепояса, прикриващ СЕУ, е увеличена и ширината на корпуса за съхраняване на устойчивостта. Благодарение на широкото използване на електродъговото заваряване, реалната водоизместимост на всички три кораба на подобрения проект се оказва по-малка от проектната.
- HMS Amphion → HMAS Perth
- HMS Apollo → HMAS Hobart
- HMS Phaeton → HMAS Sydney

## Оценка на проекта
Чуждите аналози на „Леандър“ не са много. Френските крайцери от типа „Дюге Труен“ и италианските „Кондотиери“ от ранните серии при равенство в артилерията на главния калибър съществено им отстъпват по брониране, артилерия за ПВО, далечина на плаване и мореходност, макар „на хартия“ да имат превъзходство по скорост (сложно реализируемо на практике, както показва печалният опит на „Колеони“). Немските леки крайцери, започвайки от типа „К“ и завършвайки с „Нюрнберг“, са по-лошо защитени, имат по-неефективна зенитна артилерия за далечен бой и по-малка далечина на плаване. Естествено проектът има и недостатъци. „Леандърите“ стават не толкова универсални, както се очаква от тях. За ескадрена служба те са по-големички (с цел икономии за това е създаден типът „Аретуза“), а крайцерите нямат и достатъчна маневреност за лидиране на разрушителите и не съответстват на задължителните изисквания за минимален силует. За действия в океана далечината на плаване е по-малка (проблемът е решен при „подобрените „Леандъри““). Опитът от войната показва, че „Леандърите“ нямат запаса водоизместимост за усилване на зенитното въоръжение и за поставянето на ново оборудване. „Леандърите“ имат линейно разположение на силовата установка, „подобрените „Леандъри““ – ешелонно. Обаче опитът от войната не дава отговор за това, коя компоновка на енергетичната установка е по-добра: линейната или ешелоннате.
| Сравнителни ТТХ                              | Сравнителни ТТХ                                       | Сравнителни ТТХ                                              | Сравнителни ТТХ                                              | Сравнителни ТТХ                                            | Сравнителни ТТХ                                   | Сравнителни ТТХ                                | Сравнителни ТТХ                                |
| Основни елементы                             | „Дюге Труен“                                          | „Алберто да Джусано“                                         | „Луиджи Кадорна“                                             | „Пърт“                                                     | тип „К“                                           | „Лайпциг“                                      | „Нюрнберг“                                     |
| -------------------------------------------- | ----------------------------------------------------- | ------------------------------------------------------------ | ------------------------------------------------------------ | ---------------------------------------------------------- | ------------------------------------------------- | ---------------------------------------------- | ---------------------------------------------- |
| Водоизместимост, стандартна/пълна, т         | 7249/9350                                             | 5184/7670                                                    | 5323/7194                                                    | 7040/8965                                                  | 6650/8130                                         | 6515/8250                                      | 7037/8897                                      |
| Енергетична установка, к.с.                  | 100 000                                               | 95 000                                                       | 95 000                                                       | 72 500                                                     | 65 000                                            | 72 600                                         | 72 600                                         |
| Максимална скорост, възела                   | 33                                                    | 36,5                                                         | 36,5                                                         | 32,5                                                       | 32                                                | 32                                             | 32                                             |
| Далечина на плаване, мили на скорост, възела | 4500 (15)                                             | 3800 (18)                                                    | 3088 (16)                                                    | 7000 (15)                                                  | 3100 (13)                                         | 3780 (15)                                      | 3280 (15)                                      |
| Артилерия на главния калибър                 | 4×2 – 155-мм                                          | 4×2 – 152-мм                                                 | 4×2 – 152-мм                                                 | 4×2 – 152-мм                                               | 3×3 – 150-мм                                      | 3×3 – 150-мм                                   | 3×3 – 150-мм                                   |
| Универсална артилерия                        | 4×1 – 75-мм                                           | 3×2 – 100-мм                                                 | 3×2 – 100-мм                                                 | 4×2 – 100-мм                                               | 3×2 – 88-мм                                       | 3×2 – 88-мм                                    | 4×2 – 88-мм                                    |
| Лека зенитна артилерия                       | 4×1 – 13,2-мм                                         | 4×2 – 37-мм, 4×2 – 13,2-мм                                   | 4×2 – 37-мм, 4×2 – 13,2-мм                                   | 3×4 – 12,7-мм                                              | 4×2 – 37-мм, 4×1 – 20-мм                          | 4×2 – 37-мм, 4×1 – 20-мм                       | 4×2 – 37-мм, 4×1 – 20-мм                       |
| Торпедно въоръжение                          | 2×2 – 550-мм ТА                                       | 2×2 – 533-мм ТА                                              | 2×2 – 533-мм ТА                                              | 2×3 – 533-мм ТА                                            | 4×3 – 533-мм ТА                                   | 4×3 – 533-мм ТА                                | 4×3 – 533-мм                                   |
| Брониране, мм                                | Кули – 25…30 мм, погреби – 25…30 мм, рубка – 25…30 мм | Пояс – 24+18 мм, палуба – 20 мм, кули – 23 мм, рубка – 40 мм | Пояс – 24+18 мм, палуба – 20 мм, кули – 40 мм, рубка – 70 мм | Пояс – 76, палуба – 32, кули и барбети – 25, погреби до 89 | Пояс – 50+15, палуба – 40, кули – 30, рубка – 100 | Пояс – 50, палуба – 25, кули – 30, рубка – 100 | Пояс – 50, палуба – 25, кули – 80, рубка – 100 |
| Екипаж, души                                 | 578                                                   | 521                                                          | 694                                                          | 570                                                        | 850                                               | 850                                            | 896                                            |

## Коментари
1. ↑  Всички данни се привеждат към 1939 г.
2. ↑  В рускоезичните източници е прието изписването да бъде „Линдер“.